# Biblioteca Pública de San Diego

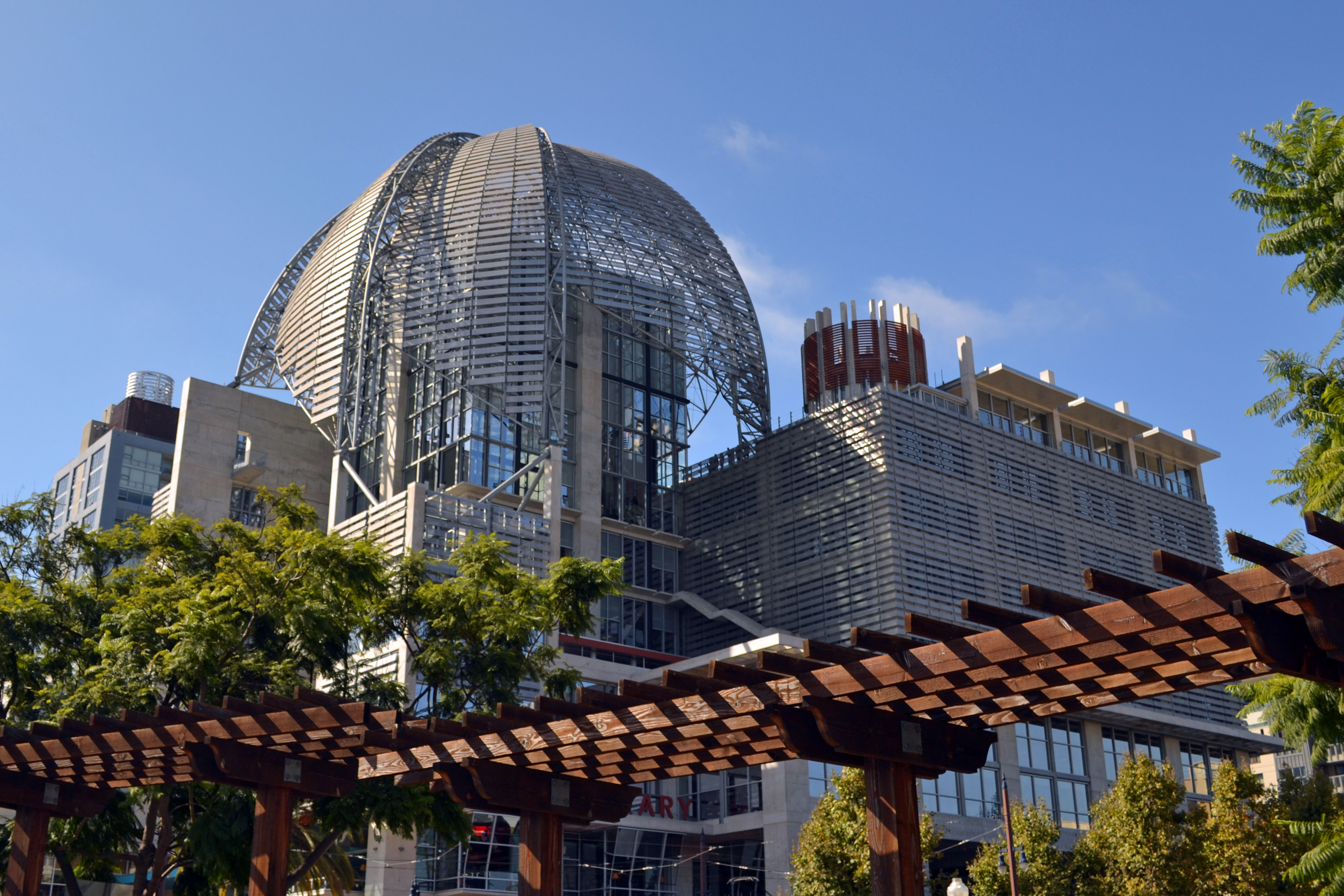
Biblioteca Central de San Diego, Estados Unidos.

La Biblioteca Pública de San Diego (en inglés: San Diego Public Library) es el sistema de bibliotecas en San Diego, California, Estados Unidos. El sistema tiene una biblioteca central y muchas bibliotecas.

## Bibliotecas
- Central Library
- Allied Gardens/Benjamin
- Balboa
- Carmel Mountain
- Carmel Valley
- City Heights/Weingart Branch Library & Performance Annex
- Clairemont
- College-Rolando
- Kensington-Normal
- La Jolla/Riford
- Linda Vista
- Logan Heights
- Mira Mesa
- Mission Hills
- Mission Valley
- Mountain View/Beckwourth
- North Clairemont
- North Park
- North University Community
- Oak Park
- Ocean Beach
- Otay Mesa-Nestor
- Pacific Beach/Taylor
- Paradise Hills
- Point Loma/Hervey
- Rancho Bernardo
- Rancho Peñasquitos
- San Carlos
- San Ysidro
- Scripps Miramar Ranch
- Serra Mesa-Kearny Mesa
- Skyline Hills
- Tierrasanta
- University Community
- University Heights
- Valencia Park/Malcolm X Branch Library & Performing Arts Center